# Lodewijk van Württemberg

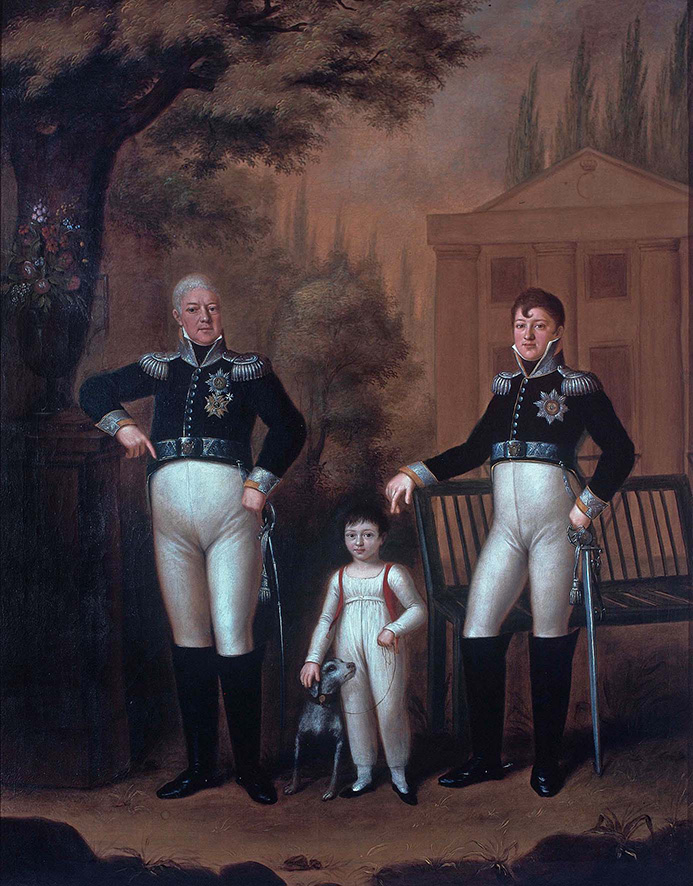
Lodewijk van Württemberg met zijn zoon Adam en broer Alexander (rond 1800)

Lodewijk Frederik Alexander (Treptow an der Rega, Duitsland, 30 augustus 1756 — Kirchheim unter Teck, Duitsland, 20 september 1817), hertog van Württemberg, was de zoon van Frederik Eugenius van Württemberg en Frederika Dorothea Sophia van Brandenburg-Schwedt.

## Huwelijk en gezin
Hij was twee keer getrouwd. Zijn eerste huwelijk was op 28 oktober 1784 met prinses Maria Anna Czartoryska, lid van de familie Czartoryski en dochter van prins Adam Casimir Czartoryski en diens echtgenote, gravin Isabella Flemming. Het paar scheidde tussen 1792 en 1793. Ze hadden één kind:
- Adam Karl Wilhelm Nikolaus Paul Eugen (1792-1847)

Zijn tweede huwelijk was op 28 januari 1797 met prinses Henriëtte van Nassau-Weilburg, dochter van vorst Karel Christiaan van Nassau-Weilburg en diens echtgenote, Carolina van Oranje-Nassau. Ze kregen vijf kinderen:
- Maria Dorothea (1797-1855), getrouwd met Jozef Anton Johan van Oostenrijk, zoon van keizer Leopold II
- Amelie (1799-1848), getrouwd met hertog Jozef van Saksen-Altenburg
- Pauline (1800-1873), getrouwd met koning Willem I van Württemberg
- Elisabeth Alexandrine (1802-1864), getrouwd met prins en markgraaf Willem van Baden
- Alexander van Württemberg (1804-1885), getrouwd (morganatisch) met gravin Claudine Rhédey van Kis-Rhéde, hij was de grootvader van Mary van Teck

Hij stierf op 61-jarig leeftijd.